# Chiriquia mirifica
Chiriquia mirifica är en insektsart som beskrevs av Morgan Hebard 1924. Chiriquia mirifica ingår i släktet Chiriquia och familjen torngräshoppor. Inga underarter finns listade i Catalogue of Life.